# Adler-Skistadion
Adler-Skistadion – kompleks skoczni narciarskich w niemieckiej miejscowości Hinterzarten, z których największa jest skocznia duża Rothaus-Schanze (dawniej nosząca nazwę Adlerschanze).
Dawna nazwa skoczni – skocznia orła – pochodzi od pobliskich orlich gniazd. Jest to obiekt, na którym regularnie odbywają się zawody z cyklu Letniego Grand Prix w skokach narciarskich. Po przebudowie skoczni w latach 1998–1999 nowy profil skoczni pozwalał na skoki nawet na odległość 115 metrów. Dotychczas najdłuższy skok na tym obiekcie oddał latem 2000 roku Noriaki Kasai, skacząc 112,5 metra. W 2020 rozpoczęto kolejną przebudowę skoczni, przy okazji której punkt HS przesunięto ze 108 do 111 metrów, a punkt K z 95 do 100 metrów, w związku z czym stała się ona obiektem dużym (obiekt po przebudowie oddano do użytku w 2022).
Obiekt ten jest także lubianym miejscem treningów na igelicie. Obok skoczni dużej znajdują się też K-70, K-30 oraz K-15.